# Konrad Hirsch
Konrad Hirsch   (Eidskog, 19 de maig de 1900 - Surte, 17 de novembre de 1924) fou un futbolista suec, que jugava de defensa, que va competir durant la dècada de 1920. Una meningitis li provocà una prematura mort.
El 1924 va prendre part en els Jocs Olímpics de París, on guanyà la medalla de bronze en la competició de futbol.
Pel que fa a clubs, defensà els colors del GAIS el 1924. Aquell mateix any jugà 2 partits amb la selecció nacional, en què no marcà cap gol.